# 茨雷斯

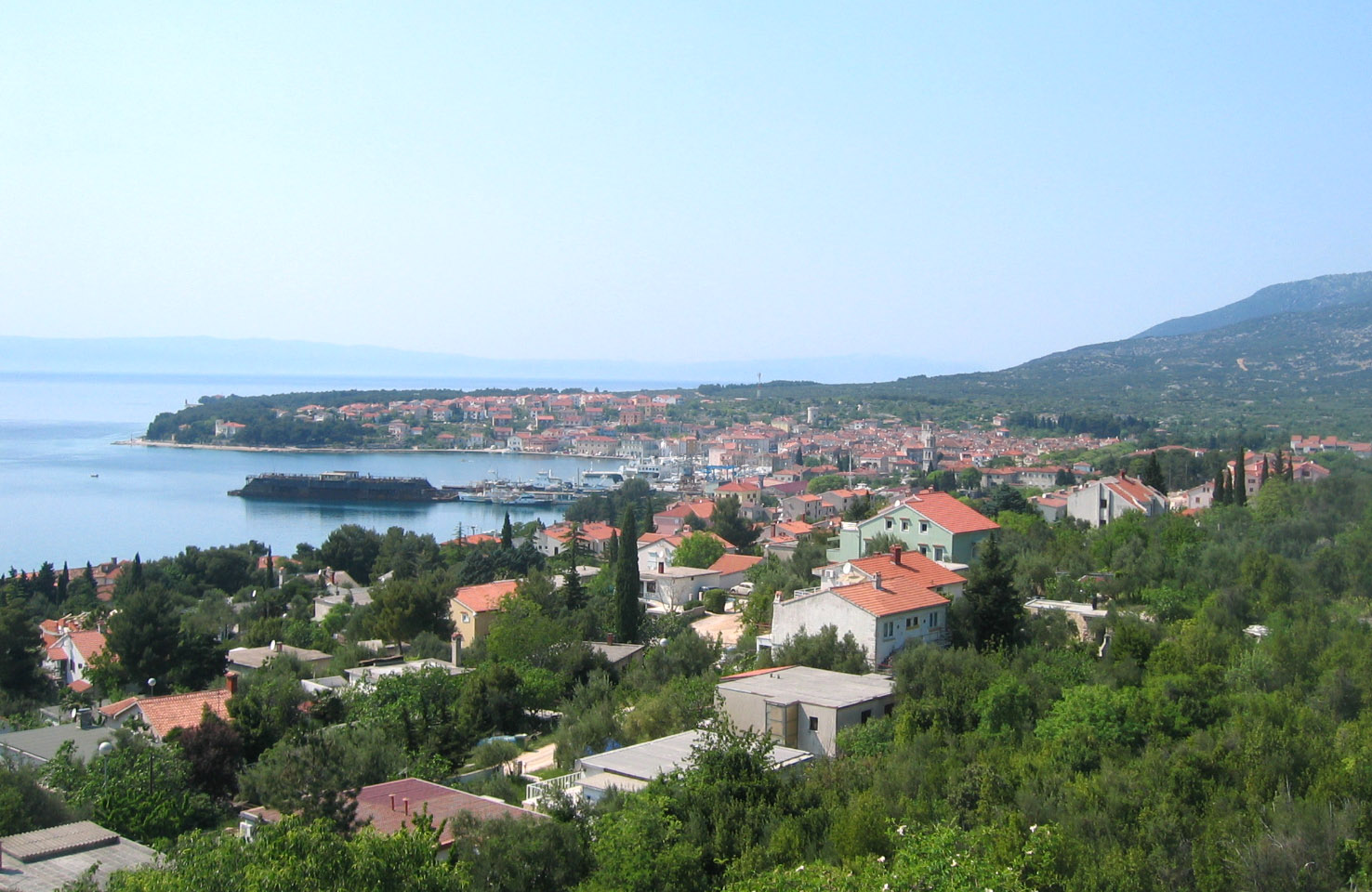

茨雷斯是克羅地亞的城鎮，位於該國西部茨雷斯島，由濱海和山區縣負責管轄，鎮上建於十六世紀的市政廳現時用作博物館，2011年人口2,959。
该地于二战后由意大利割让予南斯拉夫。